# Partraszállító hajó

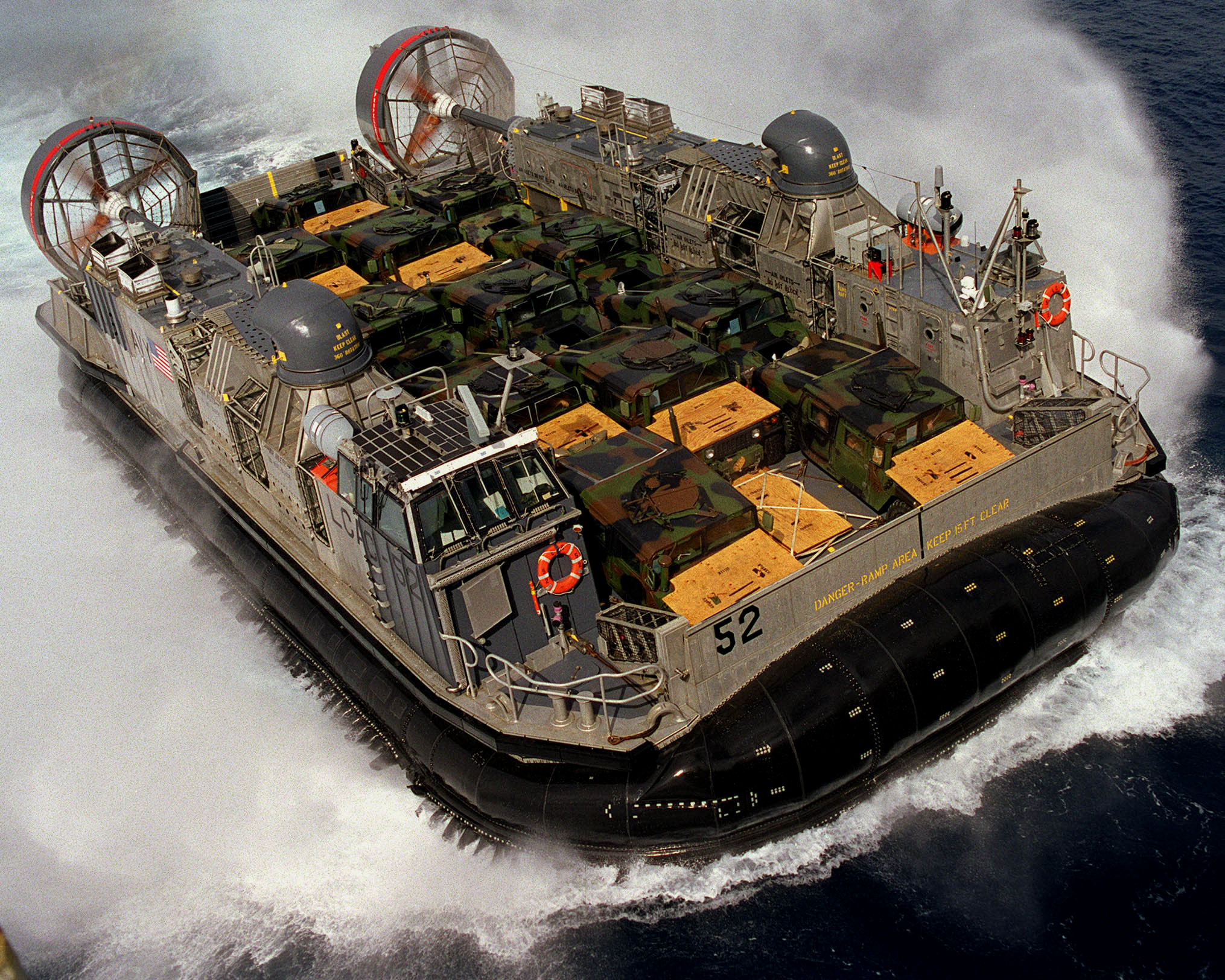
Amerikai LCAC légpárnás partraszállító naszád

A partraszállító hajó vagy gyakran partraszálló hajó a partraszállítási (deszant-) hadműveleteknél alkalmazott különleges felszereltségű hajó. Létrehozásuk a második világháború folyamán kialakult hadi helyzetnek köszönhető. Előtte általában csónakokkal rakodták ki a katonákat és a felszerelést, de az új követelmények új megoldásokat kívántak. Ebben főleg az amerikaiak jártak az élen, hisz nekik az európai és a csendes-óceáni fronton is több partraszállást kellett végrehajtaniuk. Többféle méretben és különleges feladatra alakítottak ki hajókat, amik mára tovább fejlődtek.

## Főbb kategóriái

### Harckocsi partraszállító hajó/LST
A háború alatt épült 1500 tonnás vízkiszorítású hajókból az 1960-as évekre 8000 tonnásra nőtte ki magát.

### Közepes partraszállító hajó
Az LSM a közepes partraszállító hajó, az LSM/R a rakétával felszerelt változata meghosszabbított hajótesttel. A második világháború idején százával gyártották mindkettőt. A rakétás változat a partraszállítási tevékenységnél sortűzzel bénította az ellenséget.

### Partraszállító naszádok
Valamennyi naszádfajta a második világháborúban alakult ki, és feladatuk a partraszállás gyorsítása volt, többnyire a nagyobb hajók és a partszakasz között.
- LCI: Landing Craft Infantry, gyalogsági partraszállító. 300 tonnás kis hajók, orral a partra futottak és a kétoldalúkon lehajtható rámpán hagyhatta el a gyalogság a hajót.
- LCS: Landing Craft Support, segéd partraszállító. 200 tonnás könnyű hajó, automata rakétavetőivel és ködfejlesztőivel segítette a partraszállítást.
- LCT: Landing Craft Tank, harckocsi partraszállító. 500 tonnás kishajó, 1-2 db harckocsi partraszállítását végezte a nagyobb hajóktól.
- LCM: Landing Craft Mechanised, műszaki partraszállító. 20 tonnás naszád. A nagyobb partraszállító hajóktól a partokig szállította a gyalogságot. A lehajtható orr-részén hagyhatták el a naszádot.
- LCP: Landing Craft Personel, személyeket (élőerőt) partraszállító. 7 tonnás könnyű naszád. A nagyobb hajóktól a partokig szállította a gyalogságot.
- LCVP: Landing Craft Vehicle Personel, személyeket (élőerőt) partraszállító jármű. Az előzőhöz hasonló 8 tonnás kétéltű.

### Partraszállító dokkhajó/ LSD
Az 1950-es évek közepén fejlesztették ki az amerikaiak. A hajótestbe egy nagyméretű elárasztható dokkot építettek, így közvetlenül a hajótól a partokig naszádokkal és kétéltűekkel végre lehet hajtani a deszant feladatot. Fedélzetén helikopter leszállóhelyet is kialakítottak. Vízkiszorításuk 11 000-17 000 t.

### Helikopteres partraszállító hajó
A második világháború után kifejlesztett hadihajó típus. Több helikopter kiszolgálására alkalmas fedélzettel és hangárral épített hajó. Alkalmaztak második világháborús hajókat is erre a célra, de mára már kifejezetten e célra tervezet hajók épültek, lényegében a könnyű repülőgép-hordozók továbbélésének egyik változata. Helikopterei deszant feladatok végrehajtására, illetve egyéb más feladatokra is alkalmasak. LPH, helikopteres partraszállító.

### Helikopter-hordozó dokkhajó/ LHA
Az LPH és az LSD hajók keveréke. Az LPH hajók előnye a gyors partra juttatás a helikopterekkel, de nincs elárasztható dokkfedélzete. Az LSD hajónak van elárasztható dokkja, és így közvetlenül lehet naszádokkal vagy újabban légpárnásokkal végrehajtani a partraszállást, de kicsi a helikopterfedélzete. E két hajó előnyeinek egyesítésével hozták létre ezt az új kategóriát, meggyorsítva és könnyítve a tengerészgyalogság partra jutását. Az amerikaiaknál épült ilyen hajó vízkiszorítása közel 40 000 t.

### Kétéltű szállító hajó/ LKA, LPA
Mára már elavult hajókategória, leváltották a dokkhajók és a helikopteres dokkhajók. Fedélzetén könnyű partraszállító naszádokat szállított és darujával helyezte a vízre, ezek a naszádok vitték az élőerőt és a technikát a partokra. A hajó szállította a tengerészgyalogságot is.

### Kétéltű parancsnoki hajó/ LCC
Korszerű elektronikával felszerelt partraszállítási feladatokat ellenőrző és irányító hajó, ami korlátozottan, de képes deszantolásra is. Van helikopter fedélzete. A hajót erős romboló és cirkáló csoport védi.

### Légpárnás partraszállító naszád
A hajótest és a víz (vagy szárazföld) felszíne közé nyomott sűrített levegőből képződő légpárnán sikló jármű, mely képes mind a tenger felszínén, mind a szárazföld sima talaján haladni. A légpárnás járművek vízi közlekedésre alkalmas változata. A partraszállításoknál a partok 70%-ára képes kijutni, míg a hagyományos járművek csak 15%-ra. A kifejlesztő országon, Nagy-Britannián kívül igazából főleg a Szovjetunióban és az Egyesült Államokban terjedt el. Az oroszok igen sokféle változatot fejlesztettek ki, például Gus, Aist és a Pomornik-osztály. Vízkiszorításuk 27, 220, 350 t. Az amerikaiaknál egy osztályt alakítottak ki, viszont 85 darabot gyártottak belőle, jelzése LCAC, vízkiszorítása 87 t.